# Pierrefitte-sur-Sauldre
Pierrefitte-sur-Sauldre là một xã thuộc tỉnh Loir-et-Cher trong vùng Centre-Val de Loire miền trung nước Pháp.